# 最期はここで。
最後はここで。は、かつて存在した日本のアイドルグループ。2018年6月をもって活動を停止した。